# Otto František Babler
Otto František Babler (n. 26 ianuarie 1901, Zenica, Bosnia și Herțegovina – d. 24 februarie 1984, Olomouc, Cehoslovacia), cu numele inițial Otto Franjo Babler, a fost un traducător, scriitor, poet, istoric literar, bibliotecar, jurnalist cultural și poliglot ceh. 

## Biografie
Tatăl său provenea dintr-o familie german-slovenă, iar mama sa era cehă. Babler a urmat cursurile unor școli publice din Prijedor și Sarajevo, apoi a studiat la Gimnaziul real sârbo-croat din Sarajevo. În anul 1915 a sosit ca refugiat de război în Boemia, împreună cu mama sa, și a absolvit în anul 1919 studiile secundare la Gimnaziul real german din Olomouc.
În anul 1928 s-a căsătorit și s-a stabilit la Samotišek lângă Olomouc, iar piața centrală a localității îi poartă numele în prezent.
Este unul dintre cei mai prolifici traducători cehi, fiind autorul a aproximativ 4 000 de traduceri. A efectuat traduceri în limba cehă din limbile slovenă, sârbocroată, bulgară, rusă, germană, engleză, franceză și italiană și din engleză în germană și engleză. În centrul atenției sale s-au aflat creațiile spiritualiste, religioase și folclorice. În anii 1926–1946 a publicat ediția Hlasy, în care au fost publicate traduceri din scrierile lui Rilke, Blake, Claudel, Buber și alții.
În perioada 1935-1948 a fost bibliotecar al Camerei de Comerț din Olomouc, apoi în anii 1948-1956 a fost bibliotecar al Bibliotecii Universitare. În plus, în perioada 1946-1956 a predat cursuri de sârbo-croată la Universitatea din Olomouc. Începând din 1956 a trăit ca scriitor liber-profesionist. Capodopera lui Babler este traducerea Divinei Comedii a lui Dante, realizată în colaborare cu Jan Zahradníček. Foarte apreciată este și traducerea în limba germană a poemului romantic „Máj” al lui Karel Hynek Mácha.

## Opera

### Scrieri proprii
- Jak jsem překládal Havrana, 1931

### Traduceri

#### din germană
- Abraham a Sancta Clara: Výrobce papíru (výbor ze sbírky kázání Etwas für Alle; Mor. Ostrava, Otto F. Babler, R. Michalik, Antonín J. Schmidt a synové, Pokorný a spol., 1931)
- Immanuel Kant: O svazu národů (1924)
- Christoph Martin Wieland: Kámen mudrců (1927)
- Achim von Arnim: Devět balad (ze sb. Des Knaben Wunderhorn – Chlapcův kouzelný roh)
- Martin Buber: Chasidské povídky (1937)
- Daniel von Czepko, Angelus Silesius: Průpovědi poutníků cherubínských (1938)
- Angelus Silesius: Poutník cherubínský (1941)

#### din engleză
- William Shakespeare: Král Lear
- William Blake: Snoubení nebe s peklem (1931)
- Edgar Allan Poe: Havran (Corbul, 1930)
- Sinclair Lewis: Mantrap (1931)

#### din francezi
- Gustav Flaubert: Legenda o sv. Juliánu Pohostinném (1927)
- Pověsti sladké Francie

#### din franceza veche
- Kejklíř matky Boží: Starofrancouzská legenda (1924)

#### din italiană
- Giovanni Boccaccio: Život Dantův
- František z Assisi: Píseň bratra Slunce (Il Cantico di Frate Sole, 1936)
- Dante Alighieri: Božská komedie (1952, împreună cu Jan Zahradníček)

#### din sârbo-croată
- Travnická kronika (1958)

#### din latină
- Ve svátek svatého Cyrila a Metoděje (In festo SS. Cyrilli et Methodii, 1937, cu ilustrații de Vojmír Vokolek)

#### din alte limbi
- Legendy ukrajinské
- Srbské legendy
- Ethiopské legendy
- Jeníček usmrkanec: Bretoňská národní píseň (il. Josef Váchal, Praga 1929)
- Marie po poli kráčela... sbírka lidové mystiky (1927)
- Estonské hádanky. Venkov 31, 1936, 102, s. 12.
- Estonské národní hádanky. Venkov 21, 1926, 73. s. 8.
- Finské národní hádanky. Venkov 24, 1929, 216, s. 9.

#### traduceri din cehă în germană
- Josef Čapek: Geschichten vom Hündchen und vom Kätzchen (O pejskovi a kočičce, 1958)
- Karel Hynek Mácha: Máj

#### traduceri din cehă în engleză
- Jaroslav Seifert: Old Women (Staré ženy, 1935)